# Курикулум
Курикулум (курикулюм) — термін, вживаний у галузі освіти. Так називають формалізований пакет курсів і їхній зміст, запропонований і затверджений навчальними інституціями, як необхідний для успішного виховання учнів.
Також є поняття «прихований курикулум». Це правила поведінки чи частини програми, що не потребують великої уваги. У наукових працях це формулювання використовують для позначення позапланових освітніх процесів та їхніх результатів.
Нині у більшості країн пострадянського простору курикулярна система є дійсною на державному рівні, водночас будучи завіреною системою методичних документів (навчальні плани, програми, підручники, методичні гіди тощо)
Поняття «курикулум» охоплює: зміст, процеси та засоби, що проєктуються і за якими проводиться навчання та оцінювання учнів з метою проходження ними процесів та досвіду освіти; будь-які нормативні документи, створені та використовувані для навчання; курикулуми, розроблені для окремих дисциплін.
У широкому розумінні курикулум — уся сукупність освітньої та навчальної діяльності, що охоплює філософське підґрунтя, цінності, цілі та способи їх досягнення, стратегії політики, управління діяльністю з розроблення планів, проєктування та впровадження описаної сукупності освітньої діяльності.
Курикулумом називають формалізований зв'язок курсів за складністю та їхній зміст, запропонований та затверджений навчальними закладами чи національними методичними радами як необхідний для успішного виховання учнів захід. Деякі з них часто не мають строгих правил, проте інші можуть бути чітко стандартизовані.

## Походження терміна
Термін походить від латинського слова curriculum, що оригінально означає «програми для розвитку, за допомогою яких діти стають дорослішими».
Початок наукової розробки терміна пов'язують з роботою Джона Дьюї «Дитина та курикулум».
Як науковий термін це поняття було введено Ф. Боббітом у 1918 році в його книзі «The Curriculum». Багато інших вчених (С. Браславскі, В. Келлі, Дж. Керр, К. Корнблес, Х. Меллер, З. Робінзон, Л. Стенхауз, Р. У. Тейлор, К. Фрей та інші) мали внесок у розробку та впровадження теорії